# Zwergstaat

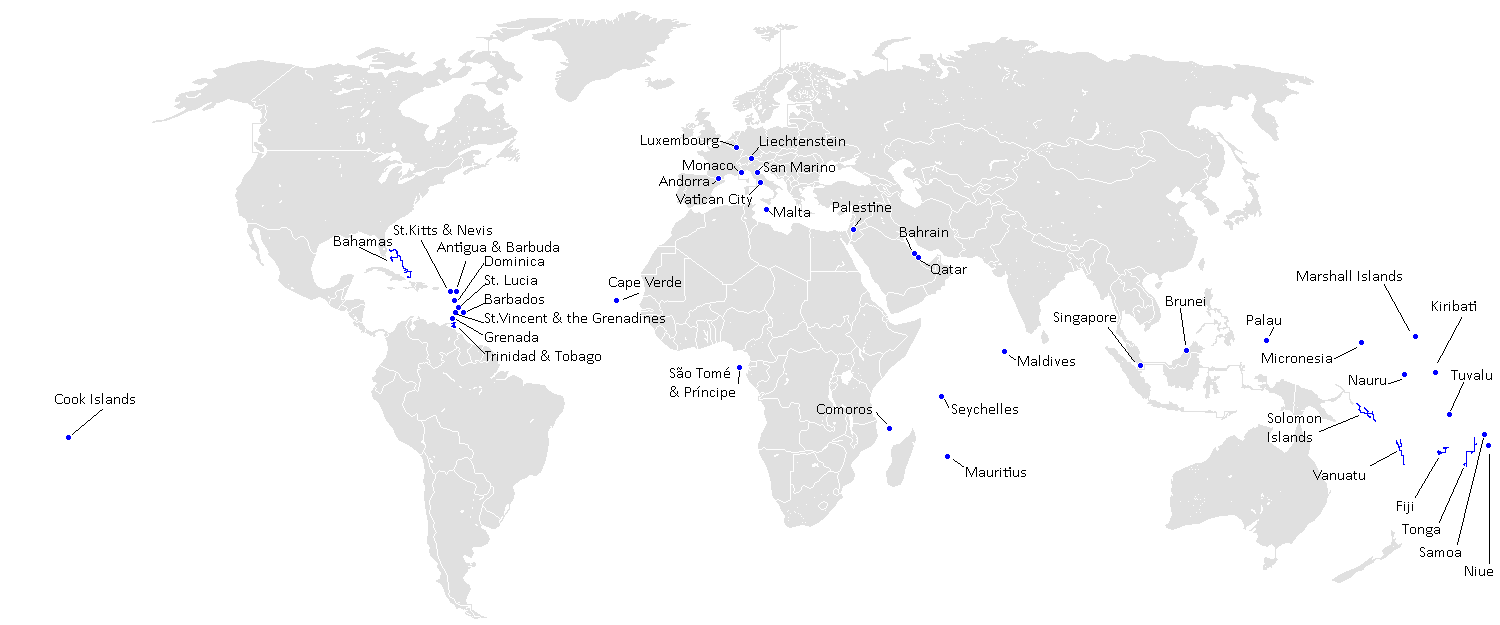
Zwergstaaten

Als Zwergstaat oder Mikrostaat wird in der Wirtschaftsgeographie ein Kleinstaat mit besonders geringer Landfläche und kleiner Bevölkerung bezeichnet. 

## Allgemeines
In der wissenschaftlichen Literatur wird überwiegend der Begriff Mikrostaat verwendet, da Zwergstaat und zahlreiche Synonyme (wie Kleinststaat, Lilliputstaat, Pygmäenstaat, Miniaturstaat, Ministaat oder Diminutivstaat) als eher abwertend verstanden werden. 
Völkerrechtlich spielt die Größe keine Rolle. Gelegentlich fehlen jedoch bei Zwerg- oder Mikrostaaten einzelne Souveränitätsattribute. Einige lassen sich militärisch, teilweise auch außenpolitisch durch einen Nachbarstaat vertreten. Nach anfänglichen Bedenken, die als „Mikrostaaten-Problem“ vor allem in den 1970er Jahren diskutiert wurden, haben die Vereinten Nationen weltweit alle Zwerg- oder Mikrostaaten, die einen entsprechenden Antrag gestellt haben, als Mitglieder aufgenommen.

## Begriff
Der Begriff Zwergstaat ist unscharf und war im Laufe der Zeit Veränderungen unterworfen. Bis zu welcher Größe ein Kleinstaat als Zwerg- oder Mikrostaat anzusehen ist, kann daher nicht eindeutig bestimmt werden.
Für die teilweise sehr kleinen Fürstentümer der deutschen Geschichte werden die Bezeichnungen Kleinstaaten und Zwergstaaten auch heute noch als Synonyme verwendet (vgl. Kleinstaaterei). Ab dem 18. Jahrhundert wurden sie spöttisch bzw. ironisch als Duodezstaaten bezeichnet, abgeleitet vom historischen Buchformat. Duodez war ein kleines Buchformat, analog zum heutigen Taschenbuch oder gebundenen Miniaturformat, und bedeutete im übertragenen Sinn etwas Unbedeutendes. Ein Duodezfürstentum war also ein Fürstentum im Taschenformat. 
Neben dem Begriff des Mikrostaats taucht gelegentlich der der Mikronation auf. Mikronationen werden von den Vereinten Nationen und anderen internationalen Organisationen nicht anerkannt. Mikronation ist nicht analog zu Mikrostaat zu verstehen; damit ist keine sehr kleine Nation gemeint. 
Der Geograph Erich Obst kategorisierte 1972 die nicht trans- oder subkontinentalen Staaten als Makrotop (Flächenstaaten mit mehr als 800.000 km²), Mesotop (Staaten zwischen 40.000 und 800.000 km²), Mikrotop (Staaten zwischen 1000 und 40.000 km²) oder Minitop (Staaten mit weniger als 1000 km²).
Auch die Auflistung unten wendet die geografische Größe in Quadratkilometern, nicht die Einwohnerzahl als Kriterium für die Definition des Begriffs Zwergstaat an. So erscheinen z. B. Island und Luxemburg, die eine ähnliche Einwohnerzahl wie einige der in der Liste erwähnten Staaten aufweisen, doch über ein größeres Territorium verfügen, in diesem Zusammenhang nicht.

## Europäische und außereuropäische Zwergstaaten

Europäische Zwergstaaten (ohne Malta und Luxemburg)

### Europa
In Europa gibt es sechs meist als Zwergstaaten bezeichnete Länder: Andorra, Liechtenstein, Malta, Monaco, San Marino und die Vatikanstadt. Bis auf das letztgenannte Land handelt es sich um Fürstentümer bzw. Republiken, die ihre Unabhängigkeit bis heute erhalten haben. Die Monarchie Vatikanstadt geht auf den ehemaligen Kirchenstaat zurückreichenden päpstlichen Anspruch auf eine völkerrechtlich anerkannte souveräne Enklave im Herzen der Stadt Rom zurück.

### Außerhalb Europas
Bei den Zwergstaaten außerhalb Europas handelt es sich vor allem um Inselstaaten in der Karibik und dem Südpazifik.

## Liste sehr kleiner Staaten
Souveräne Staaten mit einer festen Landmasse von bis zu ca. 1000 Quadratkilometern Fläche (ohne maritime Hoheitsgebiete).
| Land / Territorium                 | Lage                       | Fläche (km²) | Einwohner | Bevölkerungsdichte (Einw./km²) | Stand             |
| ---------------------------------- | -------------------------- | ------------ | --------- | ------------------------------ | ----------------- |
| Vatikanstadt                       | Südeuropa                  | 0000,44      | 0.000.618 | 0.000.001.405                  | 3. Juli 2018      |
| Monaco                             | Südeuropa                  | 0002,03      | 0.038.367 | 0.000.018.900                  | Dezember 2023     |
| Nauru                              | Ozeanien – Mikronesien     | 0021         | 0.011.680 | 0.000.000.556                  | 2021              |
| Tuvalu                             | Ozeanien – Polynesien      | 0026         | 0.009.853 | 0.000.000.379                  | 2023              |
| San Marino                         | Südeuropa                  | 0061         | 0.033.031 | 0.000.000.541                  | Mai 2016          |
| Liechtenstein                      | Mitteleuropa               | 0160         | 0.040.687 | 0.000.000.254                  | Dezember 2024     |
| Marshallinseln                     | Ozeanien – Mikronesien     | 0181         | 0.042.418 | 0.000.000.235                  | 2021              |
| Cookinseln                         | Ozeanien                   | 0237         | 0.014.987 | 0.000.000.063                  | Census 2021       |
| Niue                               | Ozeanien                   | 0261         | 0.001.681 | 0.000.000.006,4                | Census 2022       |
| St. Kitts und Nevis                | Karibik                    | 0261         | 0.052.834 | 0.000.000.202                  | 2019              |
| Malediven                          | Südasien – Indischer Ozean | 0298         | 0.530.953 | 0.000.001.782                  | 2019              |
| Malta                              | Südeuropa – Mittelmeer     | 0316         | 0.415.196 | 0.000.001.314                  | Juli 2016         |
| Grenada                            | Karibik                    | 0344         | 0.090.739 | 0.000.000.264                  |                   |
| St. Vincent und die Grenadinen     | Karibik                    | 0388         | 0.117.200 | 0.000.000.302                  |                   |
| Barbados                           | Karibik                    | 0430         | 0.286.705 | 0.000.000.667                  |                   |
| Antigua und Barbuda                | Karibik                    | 0442         | 0.085.632 | 0.000.000.194                  |                   |
| Seychellen                         | Afrika – Indischer Ozean   | 0455         | 0.087.500 | 0.000.000.192                  |                   |
| Palau                              | Ozeanien – Mikronesien     | 0416         | 0.017.614 | 0.000.000.042                  | Census 2020       |
| Andorra                            | Südeuropa                  | 0468         | 0.073.105 | 0.000.000.156                  | Dezember 2016     |
| St. Lucia                          | Karibik                    | 0616         | 0.173.907 | 0.000.000.282                  |                   |
| Föderierte Staaten von Mikronesien | Ozeanien – Mikronesien     | 0702         | 0.116.431 | 0.000.000.166                  | 2021              |
| Singapur                           | Südostasien                | 0719         | 5.076.700 | 0.000.007.061                  |                   |
| Tonga                              | Ozeanien – Polynesien      | 0747         | 0.100.651 | 0.000.000.135                  | 30. November 2016 |
| Dominica                           | Karibik                    | 0751         | 0.072.514 | 0.000.000.097                  |                   |
| Bahrain                            | Asien – Persischer Golf    | 0760         | 1.214.705 | 0.000.001.598                  |                   |
| Kiribati                           | Ozeanien – Mikronesien     | 0811         | 0.110.136 | 0.000.000.136                  | 2015              |

1. ↑  Mitgliedstaaten der Vereinten Nationen, soweit nichts Abweichendes angegeben.
2. ↑  Ab 2024 (genauer seit dem 31. Dezember 2023) wurde die Bevölkerungsdefinition neu angepasst, aufgrund der Zunahme an ausgestellten Bewilligungen zur Schutzgewährung (Bewilligungstyp S) für Personen, die aufgrund des Ukraine-Krieges nach Liechtenstein gekommen sind.
3. ↑  Kein Mitgliedstaat der Vereinten Nationen, sondern selbstverwaltetes Territorium in freier Assoziierung mit Neuseeland, wird aber von mehr als 40 Mitgliedsstaaten der Vereinten Nationen als eigenständiger Staat anerkannt, u. a. auch von der Bundesrepublik Deutschland (2001), Belgien (2005) und der Schweiz (2005).
4. ↑  Kein Mitgliedstaat der Vereinten Nationen, sondern selbstverwaltetes Territorium in freier Assoziierung mit Neuseeland, unterhält jedoch zunehmend eigenständige diplomatische Beziehungen, u. a. zur Volksrepublik China (2007), zu Indien (2012) und der Türkei (2014).